# Чо Джу Бин
Чо Джу Бин (кор. 조주빈) — южнокорейский преступник, осужденный за шантаж и сексуальные домогательства в рамках дела «Nth Room».

## Биография
Чо родился в 1995 году и изучал информатику и коммуникации в Техническом колледже Инха. Он прошел обязательную военную службу в Южной Корее с 2016 по 2017 год.
Чо также работал волонтером в детском приюте.
Чо был известен как трудолюбивый студент с 4.0 CGPA, работал репортером в университетской газете и участвовал в мероприятиях по борьбе с нарушениями внутри своего университета.

## Дело Nth Room
В начале 2020 года дело Nth room привлекло внимание всей Южной Кореи. 23 марта Seoul Broadcasting System раскрыла личную информацию подозреваемого Чо после проведения собственного расследования и массовых акций против решения правительства оставить личность и лицо Чо в тайне. На следующий день полиция также подтвердила его личность.
Чо широко обвиняли в сексуальных домогательствах, причем некоторые из жертв были несовершеннолетними, в том числе учащимися средних школ. Также сообщалось, что он угрожал Сон Сок Хи, ведущей JTBC
Чо Джу Бин также отправлял сообщения с угрозами репортерам, среди которых были такие: «Если что-то, касающееся „доктора“, выйдет на SBS, одна женщина совершит самоубийство, прыгнет или подожжет себя. Независимо от того, каким образом произойдет этот несчастный случай, я уведомил вас об этом и сохранил в качестве доказательства».
В интервью 25 марта Чо сказал: «Спасибо, что закончили жизнь дьявола, которого я не сумел остановить».

## Приговор
26 ноября 2020 года Чо был признан виновным в нарушении законов, защищающих детей от сексуального насилия и организации преступной группировки с целью получения прибыли от производства и распространения видеоматериалов, содержащих насилие. Чо был приговорен к сорока годам тюремного заключения, тогда как прокуратура запрашивала пожизненный срок, а в феврале 2021 года были добавлены дополнительные пять лет «за сокрытие преступных доходов». Сообщается, что он сказал, что хочет извиниться перед своими жертвами, в то время как суды утверждали, что на основании его заявлений, например, в его блоге, Чо не раскаивался в своих преступлениях. Во время обжалования решения суда Чо создал блог на Naver, в котором было шесть статей, в том числе осуждение судебной системы Южной Кореи и его причины для апелляции. Впоследствии блог был закрыт Naver, который публично ответил, сказав; «После получения ряда сообщений о блоге Чо мы решили закрыть сайт из-за нарушений нашей операционной политики».
Чо Джу Бин содержится в центре заключения Сеула в провинции Кёнгидо.